# Nguyễn Hùng Phong
Nguyễn Hùng Phong (1927–2018) là một sĩ quan cấp cao trong Quân đội nhân dân Việt Nam, hàm Trung tướng, nguyên Phó Tư lệnh về Chính trị Quân khu 1.

## Thân thế
Nguyễn Hùng Phong sinh năm 1927, quê quán xã Yên Mỹ, huyện Yên Mô, tỉnh Ninh Bình.

## Sự nghiệp
Từ tháng 7 năm 1942 đến tháng 2 năm 1946: Tham gia hoạt động trong Đoàn Thanh niên cứu quốc Mặt trận Việt Minh xã Côi Trì, huyện Yên Mô, tỉnh Ninh Bình (tháng 8–1945 được bầu làm Ủy viên thư ký, Ủy ban nhân dân xã Côi Trì, được cử đi học lớp chương trình Việt Minh do Tỉnh bộ Việt Minh Ninh Bình mở).
Từ tháng 3 năm 1946 đến tháng 6 năm 1948: Học Trường Quân chính Bắc Sơn; Trung đội trưởng, Chính trị viên Trung đội thuộc Đại đội Vệ binh, Bộ Tổng Tham mưu.
Từ tháng 7 năm 1948 đến tháng 2 năm 1950: Đảng ủy viên Tiểu đoàn, Chính trị viên Đại đội 5, Đại đội 140, Đại đội 127, Trung đoàn 147 (tiền thân Đại đoàn 308).
Từ tháng 3 năm 1950 đến tháng 9 năm 1955: Bí thư Đảng ủy, Chính trị viên Tiểu đoàn 89, Trung đoàn 36; Bí thư Đảng ủy, Chính trị viên Tiểu đoàn 29, Trung đoàn 88, Đại đoàn 308; (từ tháng 1 năm 1953, học Khóa 7, Trường Chính trị/Tổng cục Chính trị); Phó chủ nhiệm Chính trị Trung đoàn 88, Đại đoàn 308; phụ trách Chính ủy Trung đoàn 77 trực thuộc Bộ Quốc phòng.
Từ tháng 10 năm 1955 đến tháng 9 năm 1960: Bí thư Đảng ủy, Chính ủy Trung đoàn 242, Quân khu Đông Bắc; Phó chủ nhiệm Chính trị Quân khu Đông Bắc; Phó chủ nhiệm Chính trị Trường Sĩ quan Lục quân.
Từ tháng 10 năm 1960 đến tháng 7 năm 1961: Ủy viên Thường vụ Đảng ủy, Chủ nhiệm Chính trị Lữ đoàn 350.
Từ tháng 8 năm 1961 đến tháng 7 năm 1963: Học Trường Nguyễn Ái Quốc.
Từ tháng 8 năm 1963 đến tháng 10 năm 1973: Ủy viên Thường vụ Đảng ủy Sư đoàn, Phó chủ nhiệm Chính trị, Chủ nhiệm Chính trị, Phó chính ủy Sư đoàn 308, Quân đội nhân dân Việt Nam; Bí thư Đảng ủy, Chính ủy Sư đoàn 308, Quân đội nhân dân Việt Nam.
Từ tháng 11 năm 1973 đến tháng 12 năm 1976: Ủy viên Thường vụ, Phó chính ủy kiêm Chủ nhiệm Chính trị Quân đoàn 1, Quân đội nhân dân Việt Nam.
Từ tháng 1 đến tháng 11 năm 1977: Học Trường Quân sự cao cấp Vôrôsilốp/Liên Xô.
Từ tháng 12 năm 1977 đến tháng 5 năm 1979: Ủy viên Thường vụ Đảng ủy Tổng cục Chính trị, Cục trưởng Cục Tổ chức, Quân đội nhân dân Việt Nam.
Từ tháng 6 năm 1979 đến tháng 1 năm 1981: Bí thư Đảng ủy, Chính ủy Quân đoàn 2, Quân đội nhân dân Việt Nam..
Từ tháng 2 năm 1981 đến tháng 7 năm 1981: Phó bí thư Đảng ủy, Phó tư lệnh kiêm Tham mưu trưởng Quân khu 3; học viên lớp quản lý kinh tế tại Trường Đảng cao cấp Nguyễn Ái Quốc.
Từ tháng 8 năm 1981 đến tháng 9 năm 1987: Phó bí thư Đảng ủy, Bí thư Đảng ủy, Phó tư lệnh về Chính trị kiêm Chủ nhiệm Chính trị Quân khu 1, Quân đội nhân dân Việt Nam.
Từ tháng 10 năm 1987 đến tháng 12 năm 1991: Bí thư Đảng ủy, Phó tư lệnh về Chính trị Quân khu 1, Quân đội nhân dân Việt Nam.
Tháng 1 năm 1992, ông nghỉ hưu.
Ngày 30 tháng 11 năm 2018, ông qua đời tại Bệnh viện Trung ương Quân đội 108.

## Lịch sử thụ phong quân hàm
| Quân hàm | Tập tin:Vietnam People's Army Major General.jpg | Tập tin:Vietnam People's Army Lieutenant General.jpg |  |  |  |  |  |  |  |  |  |
| Cấp bậc  | Thiếu tướng                                     | Trung tướng                                          |  |  |  |  |  |  |  |  |  |
|          |                                                 |                                                      |  |  |  |  |  |  |  |  |  |